# Toshiko Kowada
Toshiko Kowada är en japansk före detta bordtennisspelare och världsmästare i singel,  och lag. Hon vann även guld i singel och mixed dubbel i asiatiska mästerskapen 1970.
Kowada's största merit är singeltiteln i VM 1969 då hon vann över Gabriel Geissler från Östtyskland i finalen. 
Hon deltog bara i två bordtennis-VM, 1969 och 1971. Hon vann under dessa fyra medaljer två guld och två brons

## Meriter
- Bordtennis VM
  - 1969 i München
    - 1:a plats singel
    - 3:e plats mixed dubbel (med Shigeo Itoh)
    - 3:e plats med det japanska laget

  - 1971 i Nagoya
    - kvartsfinal dubbel
    - kvartsfinal mixed dubbel
    - 1:a plats med det japanska laget

- Asiatiska mästerskapen TTFA
  - 1968 i Jakarta
    - 3:e plats singel
    - 2:a plats dubbel
    - 2:a plats mixed dubbel
    - 2:a plats med det japanska laget

  - 1970 i Nagoya
    - 1:a plats singel
    - 1:a plats mixed dubbel (med Nobuhiko Hasegawa)
    - 2:a plats med det japanska laget